# Michaela Baschin
Michaela Baschin (ur. 2 czerwca 1984) – niemiecka judoczka. Olimpijka z Pekinu 2008, gdzie zajęła dziewiąte miejsce w wadze ekstralekkiej.
Uczestniczka mistrzostw świata w 2005, 2007, 2009 2010. Startowała w Pucharze Świata w latach 2003–2012. Zdobyła brązowy medal na mistrzostwach Europy w 2006 i 2009 roku.

## Letnie Igrzyska Olimpijskie 2008
| Konkurencja | Rundy eliminacyjne    | Rundy eliminacyjne   | Repasaże                  | Klas. końcowa |
| Konkurencja | 1/16                  | 1/4                  | Przeciwnik I              | Miejsce       |
| ----------- | --------------------- | -------------------- | ------------------------- | ------------- |
| 48 kg       | Meriem Moussa (ALG) Z | Yanet Bermoy (CUB) P | Ludmiła Bogdanowa (RUS) P | 9.            |